# 巴赛的阿波罗·伊壁鸠鲁神庙
巴赛(希腊语: Βάσσες, 古希腊语: Βάσσαι)是希腊麦西尼亚州东北部的一处考古遗址。在古希腊时期，曾是阿卡迪亚的一部分。在阿卡迪亚群峰之间，海拔1130米的地方，费加里亚的居民为太阳神阿波罗修建了一座圣所，一条长13公里的道路连接着神庙与城市。

## 历史
神庙的第一次修建是在古风时期，公元前七世纪末，这里已经形成了一个小型定居点，在土壤上层部位发现了一些还愿牌、陶瓶、陶制的小雕像、青铜和铁制的标枪。可能在公元前六-五世纪，重建了神庙，因为在不远的地方发现了这一时期的建筑部件。保存至今的神庙是公元前五世纪的建筑师伊克提诺斯设计建造的。
因为离希腊中心地区的距离太远，这座神庙长时间的被遗忘，也因此它得以很好的保存至今。因为一次偶然，这座神庙在1765年被法国的一位建筑师发现。第一次对这座神庙正式的发掘时在1836年。

## 平面布局和外观

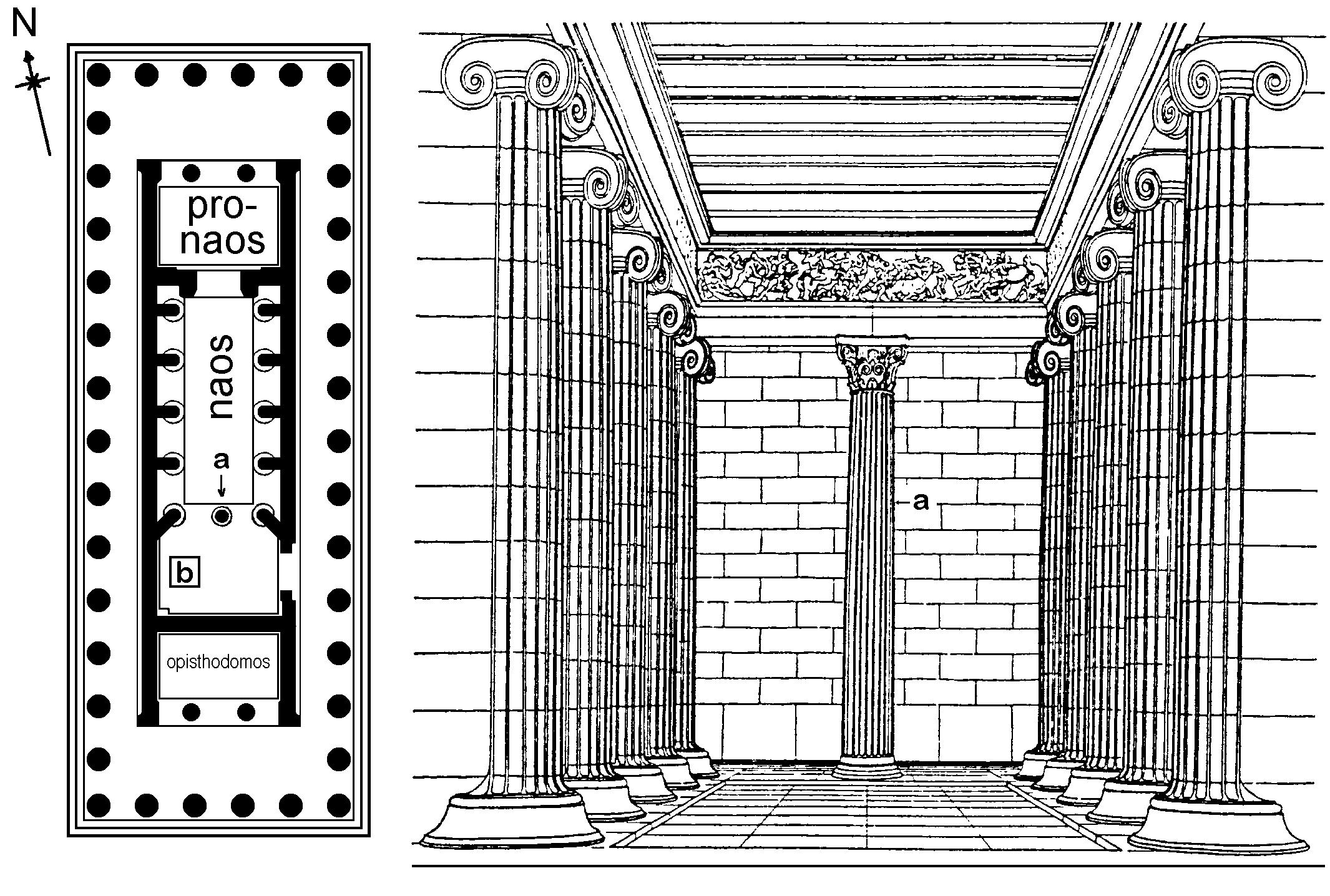
大殿平面图

阿波罗·伊壁鸠鲁神庙为长方形周柱式建筑，长34.3米，宽17.6米；15*6多立克式圆柱，按照传统设置了三个大厅：前廊、中殿和后殿，其坐向是由北向南，这种朝向在古希腊神庙中是极不寻常的，或许是因为它是建立在陡峭的斜坡上的缘故，还有一种解释就是，在神庙的内部包含了一个更为古老的坐东朝西的小神庙，其内殿设有自己的门，它现在被看做是大神殿的一个中殿。

## 圖冊

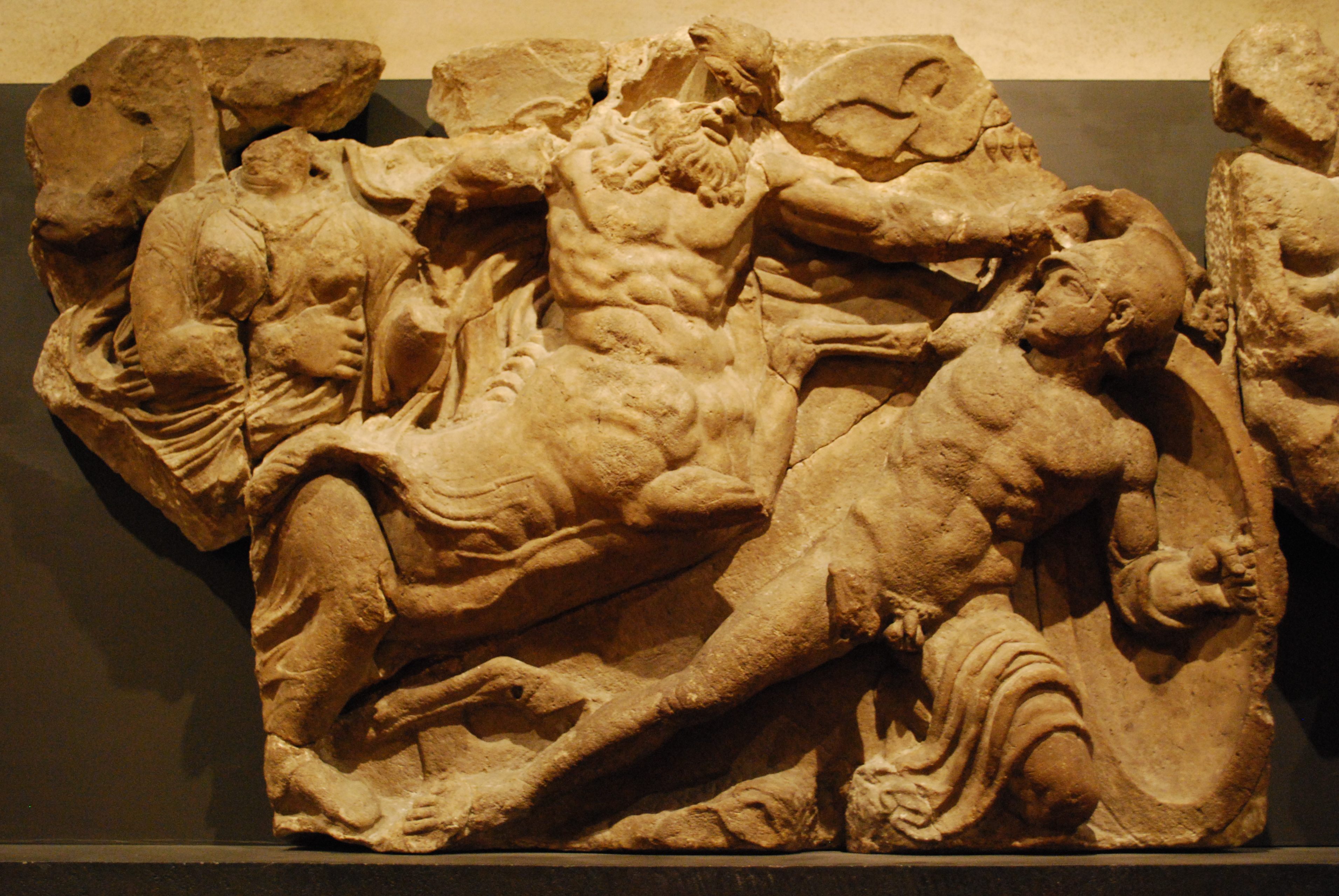
阿波罗神庙的廟楣局部，收藏於大英博物館
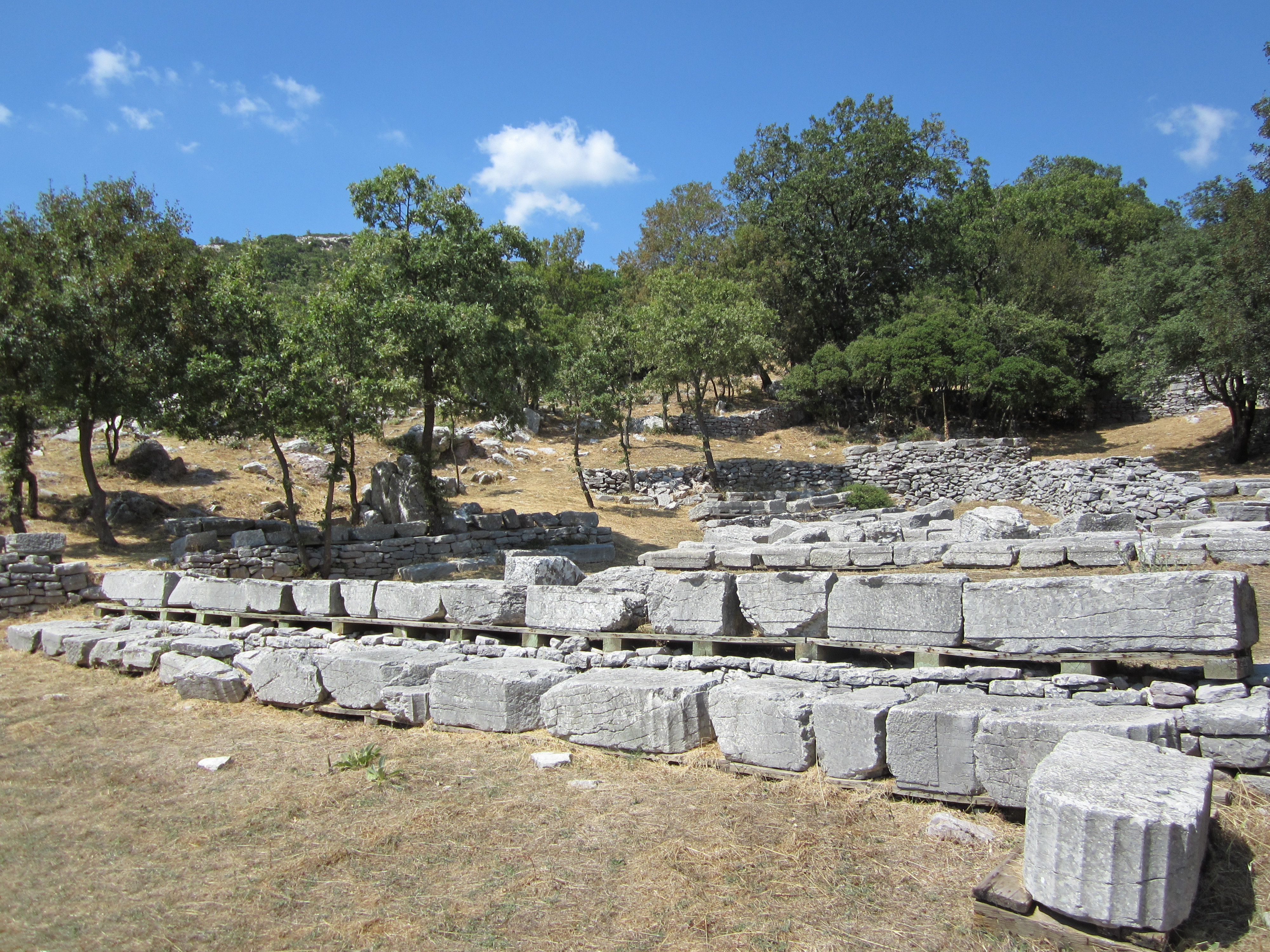
巴赛遺跡
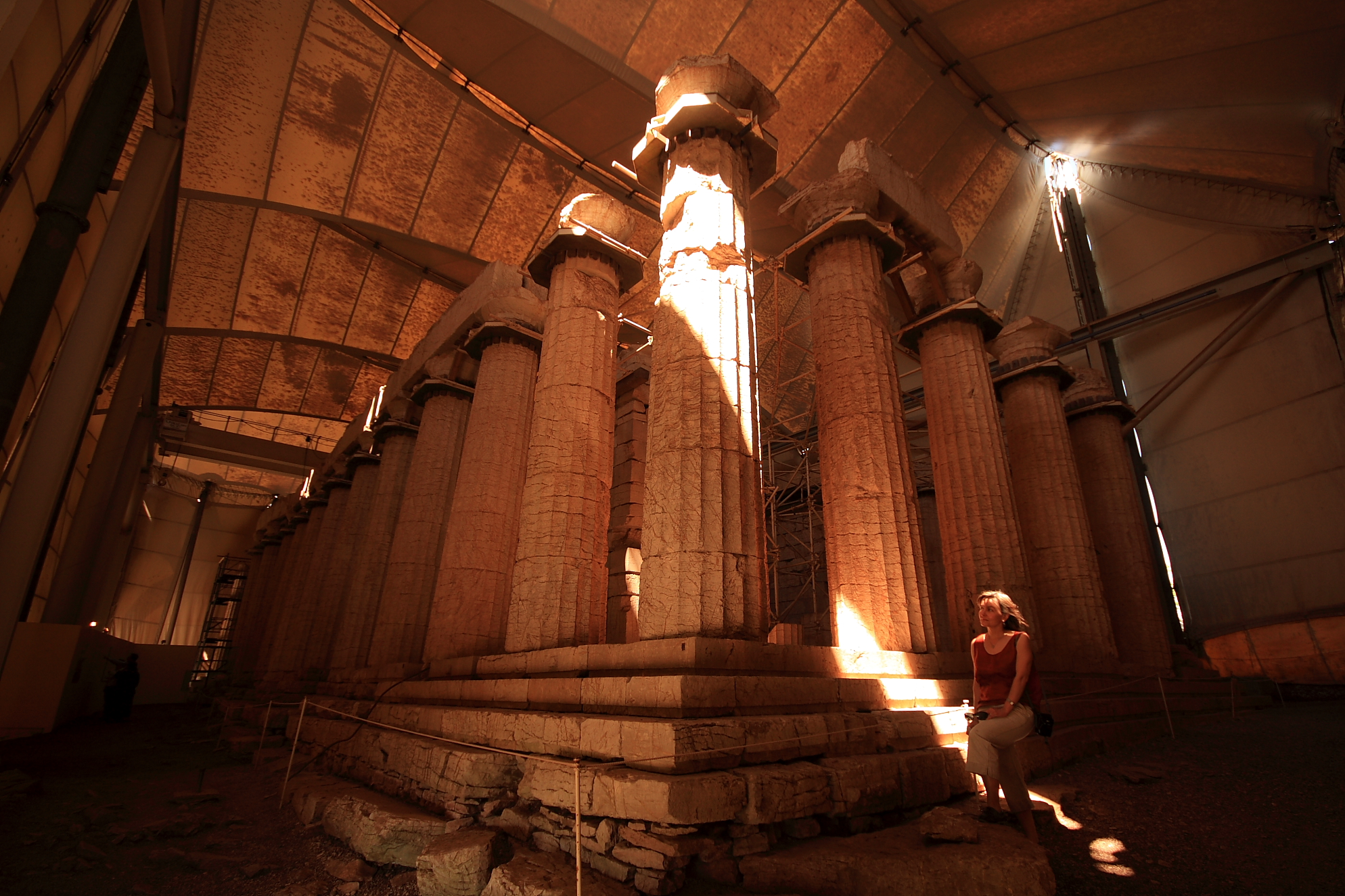
修復中的阿波罗神庙

## 延伸閱讀
- 古希臘神廟
- 古希臘神廟列表

## 引文
- 巴赛的阿波罗·伊壁鸠鲁神庙（第一部分） （页面存档备份，存于）
- 巴赛的阿波罗·伊壁鸠鲁神庙（第二部分） （页面存档备份，存于）